# 12852 Teply
12852 Teply este un asteroid din centura principală de asteroizi.

## Descriere
12852 Teply este un asteroid din centura principală de asteroizi. A fost descoperit pe 20 martie 1998 la Socorro, New Mexico, în cadrul proiectului LINEAR. Asteroidul prezintă o orbită caracterizată de o semiaxă mare de 2,27 ua, o excentricitate de 0,14 și o înclinație de 6,5° în raport cu ecliptica.